# 睢阳县 (秦朝)
睢阳县，中国古县名，在今河南省商丘市境内。
此地本为宋国閼伯墟。当代依中国传统方位论——“山北为阴，水北为阳”，以县境位于睢水（古睢水）之北，解释“睢阳”一名来源 。秦朝、西汉初年，睢阳县属碭郡，后属梁国，以睢阳城为国都。《地道記》曰：「梁孝王築城十二里，小鼓唱節杵下而和之，稱睢陽曲。」《北征記》曰：「城周三十七里，南臨濊水，凡二十四門。」睢阳县有盧門亭，有魚門，有陽梁聚。梁国废后，属梁郡。
隋朝开皇初年，梁郡废。开皇十六年（596年），设立宋州。十八年（598年），睢阳县改名宋城县。金朝时称睢阳县，元朝时仍称睢阳县。
明朝洪武元年（1368年），归德府降为归德州，同时省睢阳县。嘉靖二十四年（1545年），升府、复设商邱縣。县城在此前已因河灾迁址。1997年时，废商邱縣，分设梁园区和睢阳区。